# Горњи Стрмац
Горњи Стрмац (алб. Stërnaca e Epërme) је насеље у општини Зубин Поток на Косову и Метохији. Површина катастарске општине Горњи Срмац на којој се налази атар насеља износи 1.162 ha.

## Географија
Село је у изворишној челенци Клине, притоке Белога Дрима, али је у тешњој географској вези са Колашином, у чијем је саставу увек било, него са Дреницом. Насеље је на благој страни која је изложена југозападу. Око њега су брда, преко којих, кроз превоје, Стрмац одржава везу са долином Ибра. Стрмац је у шумовитом и водом богатом крају. Сем Орловића Потока који протиче средином, у селу има и других вода: Влашљива Вода, Бачијиште, Корито, Поповак (поток), Водице, Павиница. Називи појединих крајева у атару села су: Бањичко Брдо (ту су држали овце сточари из метохиског села Бање), Дебело Брдо, Кула, Крушковица, Перковац, Русце, Баштине, Влашка (српска) Ливада. У неким од ових крајева раније су постојала насеља, на пример у Кули, Русцу и Перковцу. Горњи Стрмац је ново насеље и настало је на крчевинама шуме на које је дошло данашње становништво. Село обухвата и заселак Перковац који је некад био засебно село.

## Историја
У Стрмцу нема остатка старијег становиштва, јер је село постало на крчевинама тек када је дошло данашње становништво. Међутим у засеоку Перковцу била је стара црквица „на свод“, коју је обновило становништво Стрмца. Исто тако у Русцу, које се пре 250 година помиње као село, постоји старо српско гробље.

## Порекло становништва по родовима
Становници Стрмца су:
- Орловићи (33 куће., славе Светог Ђорђа и Светог Николу). Овде су се око 1750-их година населили три брата из Црне Горе. За једног знају да се звао Мијат. Они се између себе, у селу, деле на: Вуксановиће, Пантовиће, Јевтовиће, Вучиниће и Нешовиће. Иначе се сви презивају по старом презимену Орловићи. Исељених Орловића има у Свињару, Обилићу и Вучитрну (Косово), код Плане, у Шипољу код Митровице, у Србици и Крлигатима (Дреница). Орловићи су имали своју земљу, што је доказ да су се међу првима населили и земљу искрчили.

Друга насеља, од којих нека сада улазе у атар Стрмца, као Русце, Перковац и Тиниће, била су засебна села, па се из њих становништво иселило у другој половини XIX века, особито после ослобођења Топлице. Из овог Тинића је пореклом неки свештеник Радосав, који је добио парохију у селу Дмитровци (данас К. Митровица), затим; је „нужде ради арнаутске“, пребегао у Дренчу, где је поповао 20 година, а одатле прешао, 1733. године у Крагујевац. У Русцу су били неки Шмигићи, познати по храбрости, а сада тамо живе Чукићи (1 кућа., слава Св. Арханђео и Св. Александар), који су дошли из Мојстира у срезу штавичком. У Перковцу, у којем сада нема ниједне куће, раније су живели Цоцићи, Колаковићи и Бедовићи. Ни у Тинићу, које сада припада Крлигатима, такође нема становника, а раније су ту живели Девеџијићи. Бедовићи су исељени у Вучу код Куршумлије, а Цоцићи у суседна села: Доњи Стрмац и Котор (Дреница).

## Демографија
- попис становништва 1948. године: 192
- попис становништва 1953. године: 209
- попис становништва 1961. године: 222
- попис становништва 1971. године: 193
- попис становништва 1981. године: 127
- попис становништва 1991. године: 79